# Tholomas Drove
Tholomas Drove – osada w Anglii, w hrabstwie Cambridgeshire, w dystrykcie Fenland. Leży 48 km na północ od miasta Cambridge i 126 km na północ od Londynu.